# قطعنامه ۲۰۵۳ شورای امنیت
قطعنامهٔ ۲۰۵۳ شورای امنیت سازمان ملل متحد سندی بین‌المللی دربارهٔ وضعیت نگران‌کننده در جمهوری دموکراتیک کنگو است. این قطعنامه طی نشست شورای امنیت سازمان ملل متحد در تاریخ ۲۷ ژوئن ۲۰۱۲ میلادی با ۱۵ رأی موافق، ۰ مخالف و ۰ ممتنع به تصویب رسید.